# Подольский район (Кропивницкий)
Подольский район (укр. Подільський район) — один из двух районов города Кропивницкий Кировоградской области Украины, находится в юго-восточной части города, на левом берегу реки Ингул.

## История
Район под названием «Ленинский» был создан 22 декабря 1973 года Указом Президиума Верховного Совета Украинской ССР.
Распоряжением градоначальника Андрея Райковича от 19 февраля 2016 года Ленинский район был переименован в Подольский (укр. Подільський).

## Население
Состоянием на 1 января 2007 года здесь проживало 86,8 тысяч человек, среди которых 8 тысяч — ветераны Великой Отечественной войны из которых 3856 — инвалиды, и 1055 ликвидаторов последствий Чернобыльской катастрофы.

### Языковой состав
Родной язык населения по данным переписи 2001 года:
| Язык       | Численность, чел. | Доля     |
| ---------- | ----------------- | -------- |
| Украинский | 68 798            | 80,60 %  |
| Русский    | 16 019            | 18,77 %  |
| Другое     | 537               | 0,63 %   |
| Итого      | 85 354            | 100,00 % |